# .m2ts
MTS o també m2ts, és una extensió de nom de fitxer que s'utilitza per al format de fitxer contenidor MPEG-2 de flux de transports (M2TS) de l'àudio Blu-ray Disc. S'utilitza per multiplexar àudio, vídeo i altres corrents. Es basa en el contenidor de MPEG-2 Transport Stream.

Aquest format de contenidor s'utilitza normalment per a vídeo d'alta definició en discs Blu-ray i AVCHD. 
A part de ser el format multimèdia estàndard utilitzat en discs Blu-Ray, desenvolupat per Sony, també utilitzat en els fitxers .vob dels DVD, m2ts és l'extensió d'arxius de fitxers multimèdia utilitzats per BDAV MPEG-2 Transport Stream.

## Descripció

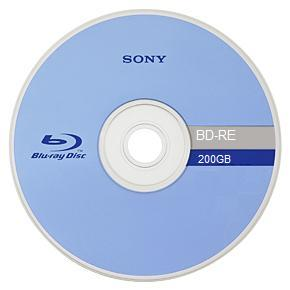
Disc bluray de Sony

És un fitxer resultant d'un procés de "multiplexació", de manera que conté diverses fonts de vídeo i àudio en un únic fitxer. Aquestes fonts són fitxers diferents (com ara un fitxer comprimit), però es sincronitzen automàticament pel reproductor o el reproductor de vídeo BluRay del vostre ordinador.
Aquests fets expliquen perquè, per exemple, al reproduir discos de DVD o de Bluray en un ordinador antic, el áudio i el vídeo poden quedar fora de sincronització.
,M2ts també pot ser el contenidor de format AVCHD que s'utilitza habitualment a les càmeres de vídeo de Sony, com els models HDR-SR1 i HDR-SR5. Panasonic, Canon i altres marques de càmeres també han adoptat l'estàndard AVCHD.
Els fitxers M2ts es poden reproduir en gairebé qualsevol reproductor del mercat, però cal instal·lar prèviament un còdec de vídeo per tal que això sigui possible.
Normalment hi ha paquets de codecs que admeten la reproducció d'aquest format. A més de la " CCCP - Combinada Comunitat Codec Pack Arxivat 2007-01-19 a Wayback Machine. ", " K-Lite codec pack " o el Windows Media Player mateix.

## Formats
El format de contenidor BDAV utilitzat en discs Blu-ray pot contenir un dels tres formats de compressió de vídeo obligatoris compatibles H.262 / MPEG-2, Part 2, H.264 / MPEG-4 AVC o SMPTE VC-1 i compressió d'àudio. formats com ara Dolby Digital, DTS o PCM lineal no comprimit. Els formats d'àudio suportats opcionalment són Dolby Digital Plus, DTS-HD d'alta resolució Audio, DTS-HD Master Audio i Dolby TrueHD.
El format de contenidor BDAV utilitzat en equips AVCHD és més restringit i només pot contenir compressió de vídeo AVC H.264 / MPEG-4 i compressió d'àudio Dolby Digital (AC-3) o àudio LPCM sense comprimir.